# Epikanthus medialis

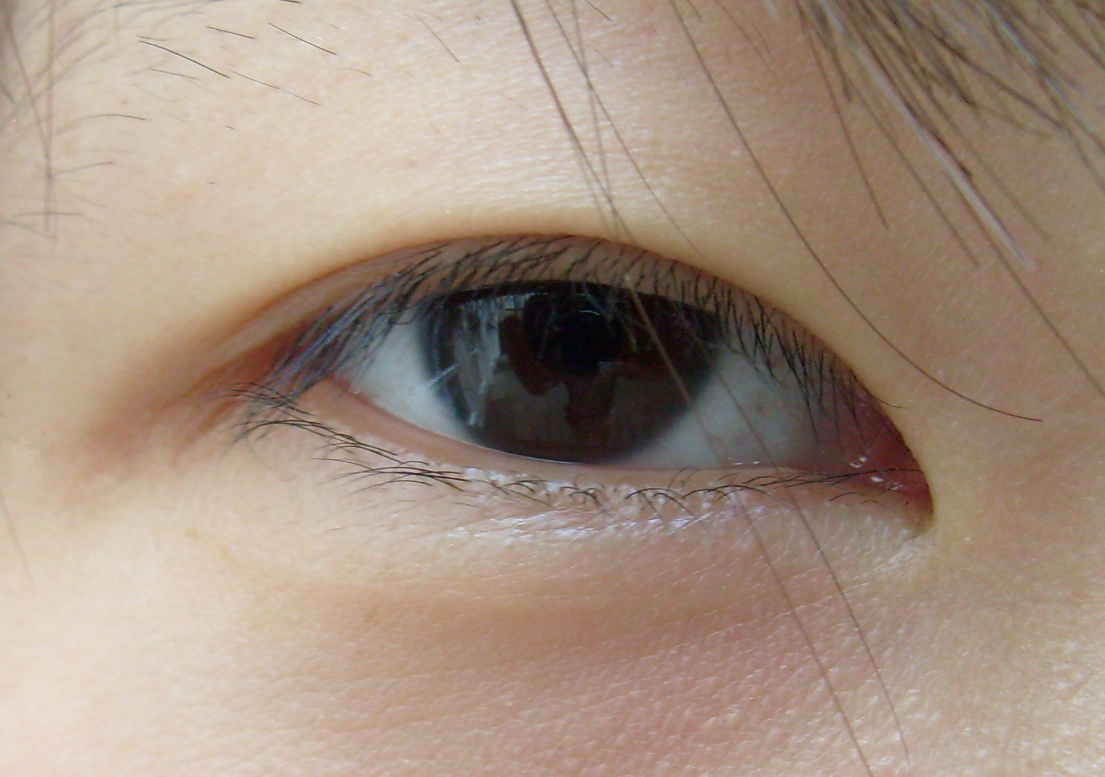
Epikanthus medialis

Als Epikanthus medialis (altgriechisch ἐπί epí, deutsch ‚auf, darüber‘; altgriechisch κανθός kanthós, deutsch ‚Augenwinkel‘; lateinisch medialis „zur Mitte hin“), auch Epikanthus-Falte oder einfache Oberlidfalte, wird eine oftmals genetisch bedingte sichelförmige Hautfalte am inneren Randwinkel des Auges bezeichnet, die das Auge mandelförmig erscheinen lässt. Diese Lidfalte bleibt auch bei geschlossenem Augenlid bestehen.
Der Epikanthus medialis ist charakteristisch für viele Angehörige der ost- und südostasiatischen Völker von der Mongolei bis Thailand. Zum Beispiel haben die meisten Mongolen, Han-Chinesen, Hui-Chinesen, Tibeter, Koreaner, Japaner, Vietnamesen und Thais Epikanthus-Falten, aber auch Angehörige sibirischer und einige Turkvölker, wie etwa die Tungusen, Tuwiner, Selkupen, Jakuten, Altaier, Kirgisen, Kasachen, Dolganen und Uiguren. Des Weiteren kommt die einfache Oberlidfalte bei indigenen Völkern Amerikas, ⁣Grönlands und Skandinaviens sowie bei Khoikhoi-Völkern im südlichen Afrika vor. 

## Wahrnehmung
Für viele Europäer scheint bei Ostasiaten das Auge als Ganzes verengt. So ist der heute als diskriminierend erachtete Ausdruck „Schlitzauge“ entstanden. Allerdings haben auch Menschen aus Europa diese Falte.
Ostasiaten nehmen oft einen anderen Unterschied wahr; die Epikanthus-Falte im Innenwinkel des Auges spielt keine so große Rolle. Vielmehr unterscheiden Ostasiaten zwischen Augen mit „einer Oberlidfalte“ (japanisch 一重瞼, hitoe mabuta) und Augen mit „doppelter Oberlidfalte“ (二重瞼, futae mabuta).
Die doppelte Lidfalte soll optisch ein größeres Auge erzeugen, der Besitzer „freundlicher“ und „wacher“ wirken. Es existieren Schminkutensilien, mit der man eine doppelte Lidfalte erzeugen kann. Diese ist dann aber nicht von Dauer. Zunehmend werden sie auch durch eine ästhetische Augenoperation verwirklicht. Diese Operation ist heute einer der häufigsten schönheitschirurgischen Eingriffe in Ost- und Südostasien.

## Pseudostrabismus
Ein Epikanthus täuscht von der Physiognomie her oft ein Innenschielen vor, insbesondere bei Kleinkindern, bei denen ein Epikanthus die Regel ist. Der Eindruck eines Schielens verstärkt sich noch bei horizontalen Blickbewegungen. Im Normalfall verschwindet dieser Eindruck mit dem Wachstum und der Ausbildung des Nasenrückens.

## Down-Syndrom
Das Down-Syndrom ist eine genetische Anomalie. Ein äußerliches Merkmal ist ein Epikanthus. Im 19. Jahrhundert hat John Langdon Down das Syndrom als erster wissenschaftlich beschrieben. Im 20. Jahrhundert hat man es nach ihm benannt. Davor hat man von „Mongolismus“ gesprochen und die Betroffenen „Mongoloiden“ genannt. Diese Bezeichnungen gelten als veraltet und unangemessen. Mit der Herkunft eines Menschen hat die Anomalie nichts zu tun.